# カナビキソウ
カナビキソウ（学名:Thesium chinense、中国名:百蕊草）はビャクダン科の半寄生多年草である。和名は「金挽草」あるいは「鐵引草」などと考えられるが、意味は不明である。

## 特徴

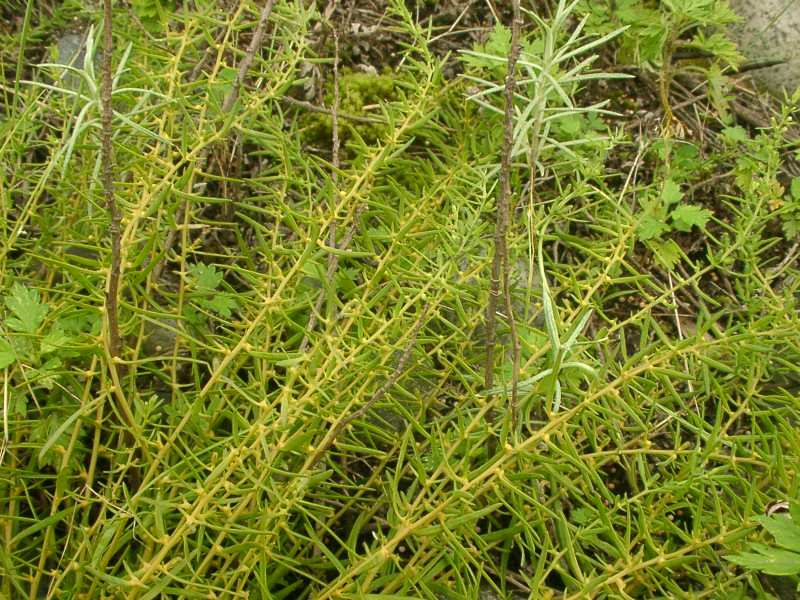
果実を付けたカナビキソウ

無毛の半寄生植物。全体が白緑色を帯びる。根は他の植物に寄生し、短く分岐して白い。茎は細く、根本から数本が直立し、高さ15-35 cm。上部で多少分岐する。葉は無柄で、線型、鋭頭、互生し、長さ2.5-5 cm。花期は4月から6月。葉腋から1本ずつ、葉の下部と合生する短い花柄を出す。花の基部には2片の小苞片と1片の苞葉がある。花は両性で花弁はなく、萼は筒状で長さ約3 mm あり、先が4-5裂する。外面は淡緑色で内面は白い。雄蕊は4-5本で萼の基部に合着する。子房は萼と合生。果実は球形で長さ2 mm 程度。上部に萼片が残り、表面には網目状の隆起がある。果実内に一個の種子がある。
本種の種子はアミメアリ(Pristomyrmex punctatus)とトビイロシワアリ(Tetramorium tsushimae)によって散布されるアリ散布型であることが発見された。本種にとって、種子が散布後すばやくアリの巣に運搬されることは、餌の種子を集めて子育てする亜社会性ツチカメムシ類のシロヘリツチカメムシ(Canthophorus niveimarginatus)から逃れられる上に、アリの巣は、しばしば本種が好む宿主であるイネ科植物の近くに作られることもアリ散布の利点である。

## 分布と生息環境
日本では北海道南部から南西諸島まで広く分布する。中国でも全土に広く分布し、湿潤な川辺、田畑、草地、砂漠地帯の周辺部まで生息する。朝鮮、シベリアにも分布する。本種の模式標本は内モンゴルで採取されたものである。川辺や火事後の遷移初期に多く発生する。日当たりの良い芝生などに埋もれるように生えるため目立ちにくく、他の植物に紛れて見逃しやすい。移植は不可能とされる。京都府では、生息地である草地が開発や遷移により暗化や富栄養化することにより、減少傾向にあり、2005年に準絶滅危惧種に指定された。

## 宿主
本種は吸根と呼ばれる特殊な構造で宿主の根から水分や養分を吸収する。本種の宿主としてはムシトリナデシコ、コマツナギ、ヌルデ、シバなどが観察される。京都の木津川河原におけるカナビキソウの群落を調査した研究では、調査区で見つかった全植物種の57.9%に相当する11科22種への寄生が確認され、特にメドハギおよびシナダレスズメガヤと共に見出される割合が高かった。また、同研究において、カナビキソウが生育する周辺の植物の根バイオマス量から推測される寄生率と、実際に宿主の根に吸着した吸根の数を比較することにより、カナビキソウの宿主に対する選好性を調べたところ、イネ科植物に対する選好性が認められた。またマメ科植物に対しては他の宿主に対するものより大きい吸根を作る傾向があった。

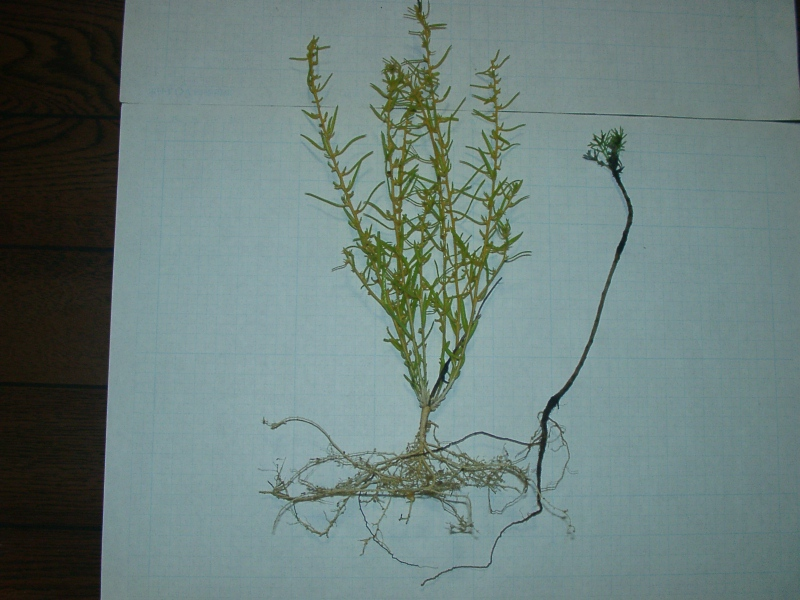
カワラヨモギ（右）に寄生するカナビキソウ
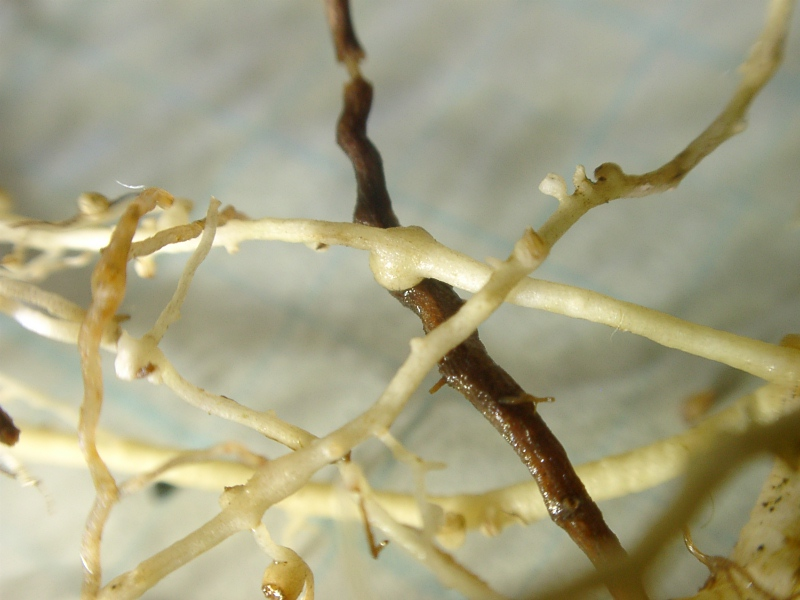
カワラヨモギの根(茶色)に寄生しているカナビキソウの根(白)。丸く膨らんだ部分が吸根。

## 利用
本種を煎じたものをおできや腫れ物の民間薬として利用する。有効な成分は精査されていない。古くは淋病薬とされたこともあったが、効果がない事がわかり廃れた。
漢方薬における「夏枯草」はウツボグサと言うことでほぼ見解が一致している。しかし朝鮮には、薬効は同じだが明らかにウツボグサとは異なる「夏枯草」「土夏枯草」が流通しており、これはカナビキソウのことであるとされる。朝鮮では「土夏枯草」を利尿剤として用いる。

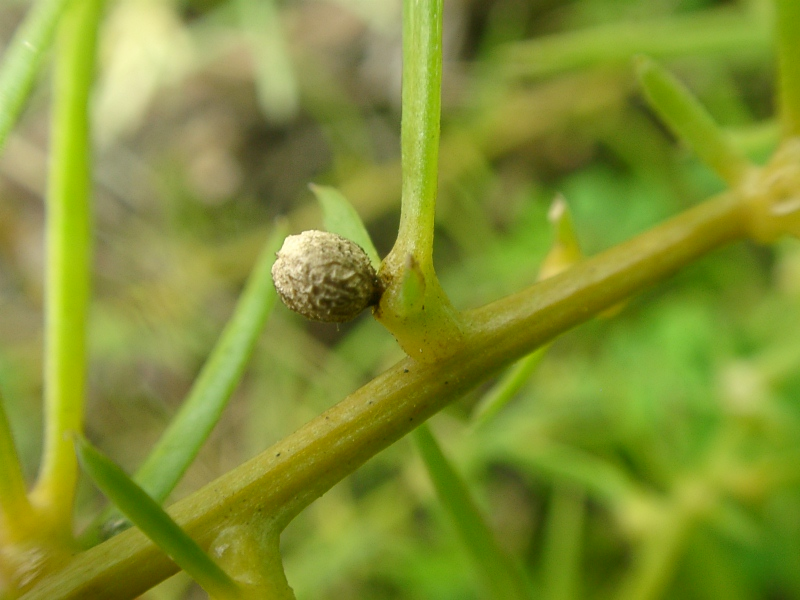
カナビキソウの果実